# 四社會
四社會（よんしゃかい）、為九州地方犯罪組織間的親睦團體。

## 历史
西日本二十日會崩壞後、九州的獨立系指定暴力團的四代目工藤會、太州會、道仁會，共同設立親睦團體三社會（さんしゃかい）、到了2005年、非指定暴力團的二代目熊本會加入組織，發展成為四社會。之後、又與「中國・四國地方」的犯罪組織發展成為五社會。

### 加盟團體
- 四代目工藤會（福岡縣北九州市）
- 太州會（福岡縣田川市）
- 道仁會（福岡縣久留米市）
- 二代目熊本會（熊本縣熊本市）

## 資料來源
1. ↑  『四社会』大集結 実話時代2009/2月